# Układ wiedeński
Układ wiedeński – traktat polityczny między Jagiellonami (Zygmuntem I Starym i Władysławem II Jagiellończykiem, królem Czech i Węgier) a Habsburgami (cesarzem Maksymilianem I), zawarty 22 lipca 1515 w Wiedniu, podczas zjazdu wiedeńskiego.
Cesarz zobowiązał się zaprzestać popierania Krzyżaków i Moskwy przeciwko Polsce, w zamian Jagiellonowie zgodzili się na realizację (ustalonego już wcześniej) podwójnego małżeństwa dzieci Władysława – Anny i Ludwika, z wnukami cesarza – Ferdynandem i Marią. Układ ten pozornie korzystny dla Polski, okazał się politycznym sukcesem Habsburgów, zapewniając im sukcesję w Czechach i na Węgrzech po śmierci Ludwika Jagiellończyka (zginął w 1526 pod Mohaczem). W jego wyniku pozostający w zależności lennej od Królestwa Czech Śląsk znalazł się ostatecznie poza orbitą wpływów polskich aż do ponownego przyłączenia części Górnego Śląska do Polski w 1922 r. w następstwie powstań śląskich.